# Seenotrettungsstation List
Die Seenotrettungsstation List ist die nördlichste Station der Deutschen Gesellschaft zur Rettung Schiffbrüchiger (DGzRS) in Schleswig-Holstein. Im Fährhafen von List im Nordosten der Insel Sylt hat die Gesellschaft für die Seenotrettung einen Seenotkreuzer stationiert, um die Schifffahrt in der Nordsee im Grenzgebiet zu Dänemark zu sichern. Wie bei allen Seenotkreuzern der DGzRS erfolgt die Führung durch eine fest angestellte Besatzung, die rund um die Uhr einsatzbereit ist und alle 14 Tage wechselt.

## Aktuelle Rettungseinheit und Alarmierung

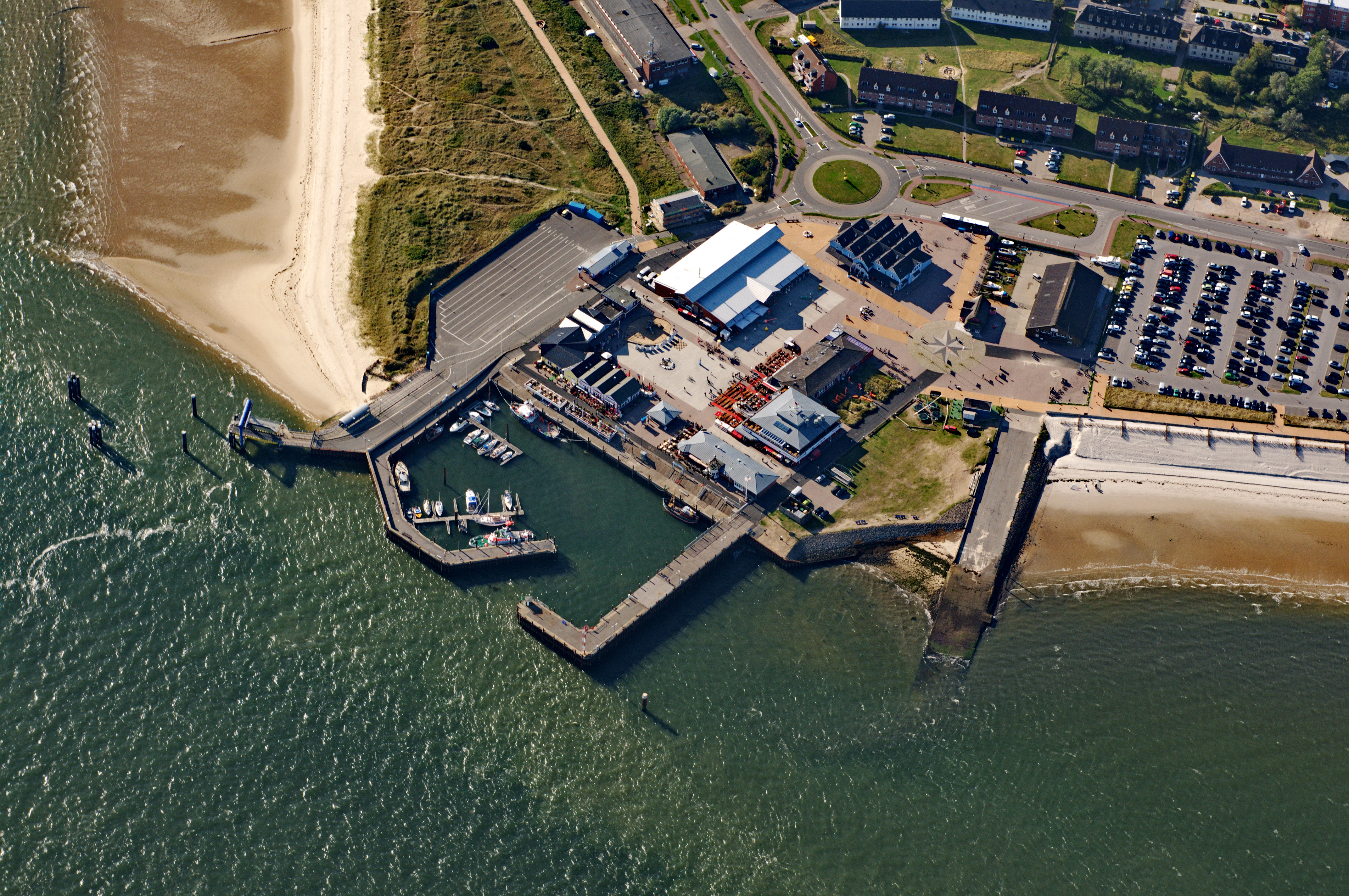
Hafen List mit Seenotkreuzer

An der Südmole im Hafen von List liegt seit 2013 ein 'kleiner' Kreuzer der aktuellen 20-Meter-Klasse mit Namen PIDDER LÜNG. Bei diesen Kreuzern lebt die Besatzung nicht auf dem Boot, sondern im Stationsgebäude. Für das überwachte Seegebiet ist der geringe Tiefgang des Kreuzers von maximal 1,30 Meter sehr vorteilhaft. Zur Aufnahme von Personen aus dem Wasser oder auch für extreme Flachwassereinsätze führt die PIDDER LÜNG ein Arbeitsboot in einer Heckwanne mit.
Das alte Gebäude von 1979 am Parkplatz der Fähre nach Havneby wurde für diesen Zweck renoviert und für den dauernden Aufenthalt der Crew hergerichtet. Insgesamt stehen sieben hauptamtliche Seenotretter zur Verfügung, die bei Bedarf aus dem Pool von Freiwilligen verstärkt werden können. Die diensthabenden drei Personen hören ständig den Schiffsfunk mit, um im Notfall sofort den Seenotkreuzer zu besetzen. Die Alarmierung erfolgt ansonsten durch die Zentrale der DGzRS in Bremen, wo die Seenotleitung Bremen (MRCC Bremen) permanent alle Alarmierungswege für die Seenotrettung überwacht.

## Einsatzgebiet
Das Revier der Lister Seenotretter reicht im Westen bis hinaus in die offene Nordsee und nach Osten bis an das Festland von Nordfriesland. Das Gebiet zwischen der dänischen Insel Rømø im Norden und dem Hindenburgdamm ist geprägt durch weitflächige Wattgebiete, in dem Fahrgastschiffe, Fischkutter und die Fähre nach Havneby auf Rømø unterwegs sind. Bei Starkwind ist das Seegebiet äußerst anspruchsvoll und aufgrund des großen Tidenhubs von einem starken Gezeitenstrom gekennzeichnet. Dies kann kleineren Booten oder den Kitesurfern gefährlich werden. In den engen Fahrrinnen im Watt können die Schiffe leicht festkommen und müssen von den Seenotrettern frei- oder abgeschleppt werden. Bei medizinischen Notfällen erfolgt auch mal ein Transport zum Festland, wenn die Versorgung auf der Insel nicht gesichert oder ein Hubschraubereinsatz wegen Nebel nicht möglich ist.

## Zusammenarbeit
Bei umfangreicheren Rettungs- oder Suchaktionen erfolgt eine gegenseitige Unterstützung durch die benachbarten DGzRS-Stationen:
- Kreuzer der Seenotrettungsstation Amrum
- Boot der Seenotrettungsstation Hörnum

Aufgrund der Nähe zu Dänemark gibt es häufig grenzüberschreitende Einsätze und eine Zusammenarbeit mit dem dänischen Seenotrettungsdienst. 

## Stationierte Rettungseinheiten
| Stationierung von Motorrettungsbooten    |                            |          |                   |                            |         |                |                              |
| Zeitraum                                 | Schiffsname                | Reg.-Nr. | Länge oder Klasse | Anz. Motoren ges. Leistung | Geschw. | vorige Station | Verlegung nach oder Verbleib |
| 1914 → 1916                              | Carl LAEISZ                | KRD 402  | 10,1 Meter        | 1 → 28 PS                  | 8,0 kn  | Cuxhaven       | → Munkmarsch                 |
| 1929 → 1930                              | AUGUST NEBELTHAU (I)       | KRD 417  | 15,0 Meter        | 1 → 75 PS                  | 8,5 kn  | Neubau         | → Cuxhaven                   |
| 1932 → 1942                              | ADALBERT KORFF (I)         | KRD 427  | 11,0 Meter        | 1 → 40 PS                  | 8,0 kn  | Neubau         | → Barhöft                    |
| 1942 → 1944                              | HERMANN FRESE (I)          | KRD 405  | 12,5-Meter        | 1 → 50 PS                  | 7,5 kn  | Hörnum         | → Cuxhaven                   |
| 1944 → 1946                              | ADALBERT KORFF (II)        | KRD 446  | 12,5 Meter        | 1 → 110 PS                 | 8,5 kn  | Neubau         | → Laboe                      |
| 1946 → 1949                              | HERMANN FRESE (II)         | KRB 202  | 13-m-Serie        | 1 → 150 PS                 | 8,5 kn  | Amrum          | → Amrum                      |
| 1949 → 1950                              | ADALBERT KORFF (II)        | KRD 446  | 12,5 Meter        | 1 → 110 PS                 | 8,5 kn  | Station Ording | → Friedrichskoog             |
| 1951 → 1952                              | GEHEIMRAT LADISCH          | KRD 438  | 8,5 Meter         | 1 → 36 PS                  | 7,5 kn  | aus Reserve    | → Weißenhaus                 |
| 1954 → 1956                              | LOTSENKOMMANDEUR VON KROHN | KRD 420  | 8,75 Meter        | 1 → 20 PS                  | 7,0 kn  | aus Reserve    | ausgemustert                 |
| 1950 → 1960                              | HERMANN FRESE (II)         | KRB 202  | 13-m-Serie        | 1 → 150 PS                 | 8,5 kn  | Amrum          | ausgemustert                 |
| 1960 → 1969                              | HINDENBURG (IV)            | KRA 101  | 17,5 Meter        | 2 → 300 PS                 | 10,5 kn | Dithmarschen   | → Nordstrand                 |
| Stationierung von Seenotrettungskreuzern |                            |          |                   |                            |         |                |                              |
| 1969 → 1979                              | H.-J. KRATSCHKE            | KRS 03   | 19-Meter-Klasse   | 1 → 830 PS                 | 18 kn   | Neubau         | → Nordstrand                 |
| 1979 → 1989                              | ADOLPH BERMPOHL            | KRS 08   | 26-Meter-Klasse   | 3 → 2.400 PS               | 24 kn   | Helgoland      | ausgemustert                 |
| 1989 → 2013                              | MINDEN                     | KRS 16   | 23,3-Meter-Klasse | 3 → 1.944 PS PS            | 20 kn   | Wilhelmshaven  | ausgemustert                 |
| seit 2013                                | PIDDER LÜNG                | SK 34    | 20-Meter-Klasse   | 1 → 1.675 PS               | 22 kn   | Neubau         | auf Station                  |

Quellen: 

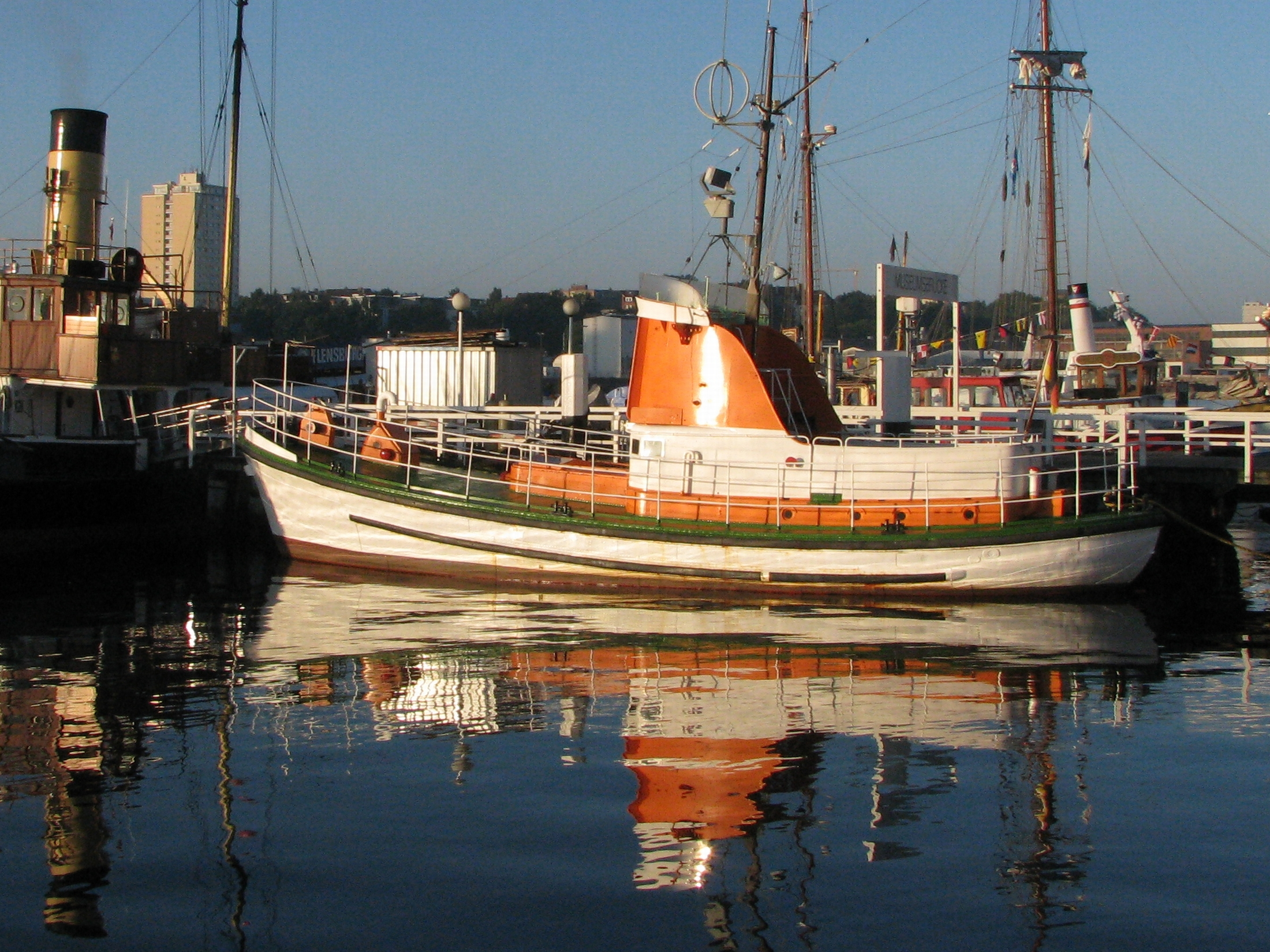
HINDENBURG (IV)
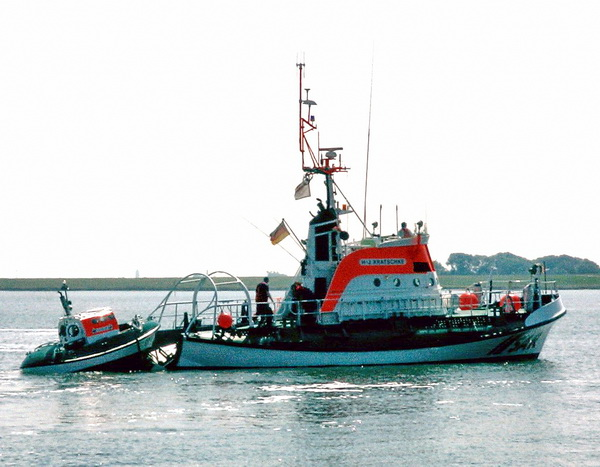
H.-J. KRATSCHKE
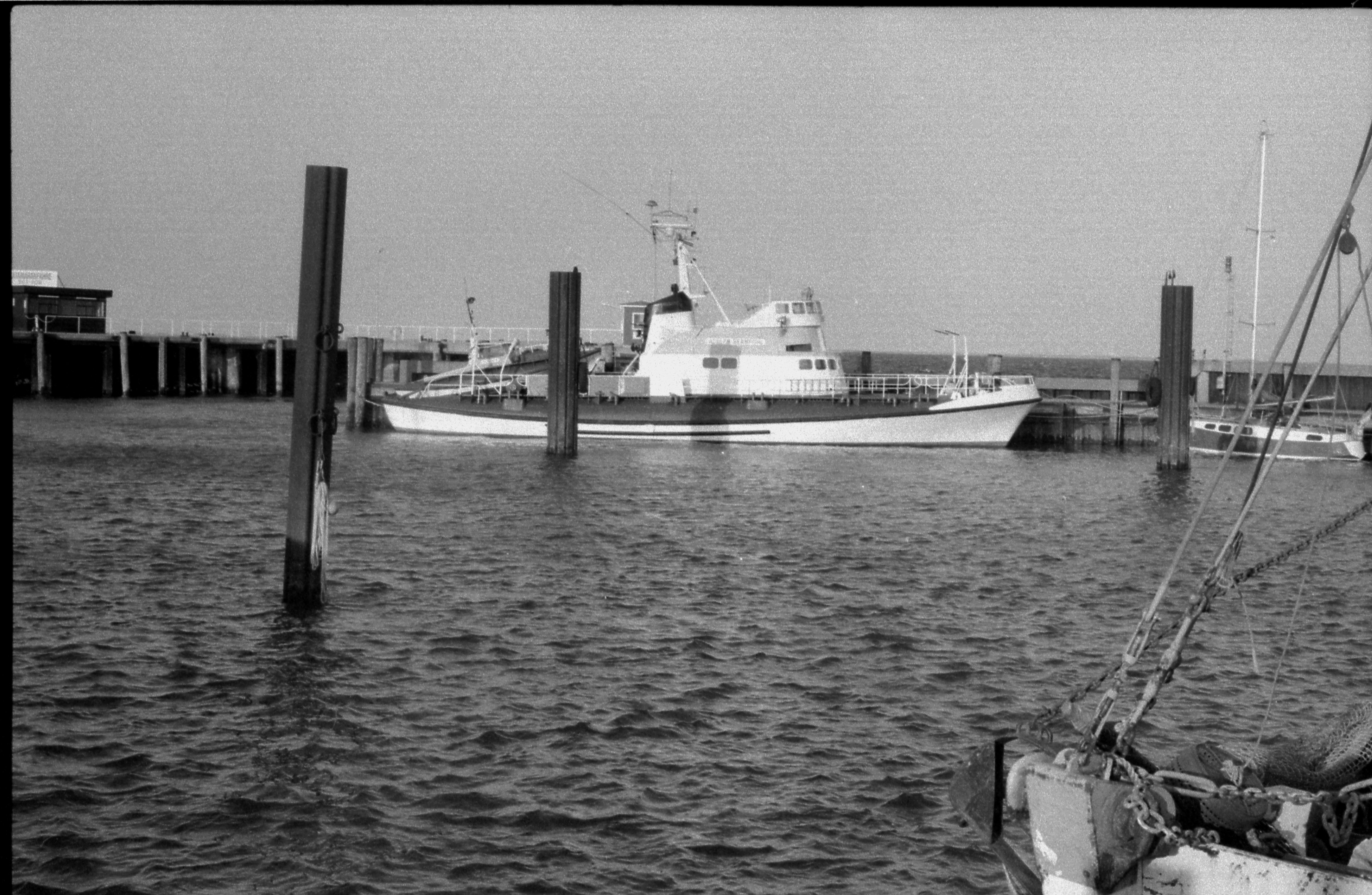
ADOLPH BERMPOHL in List
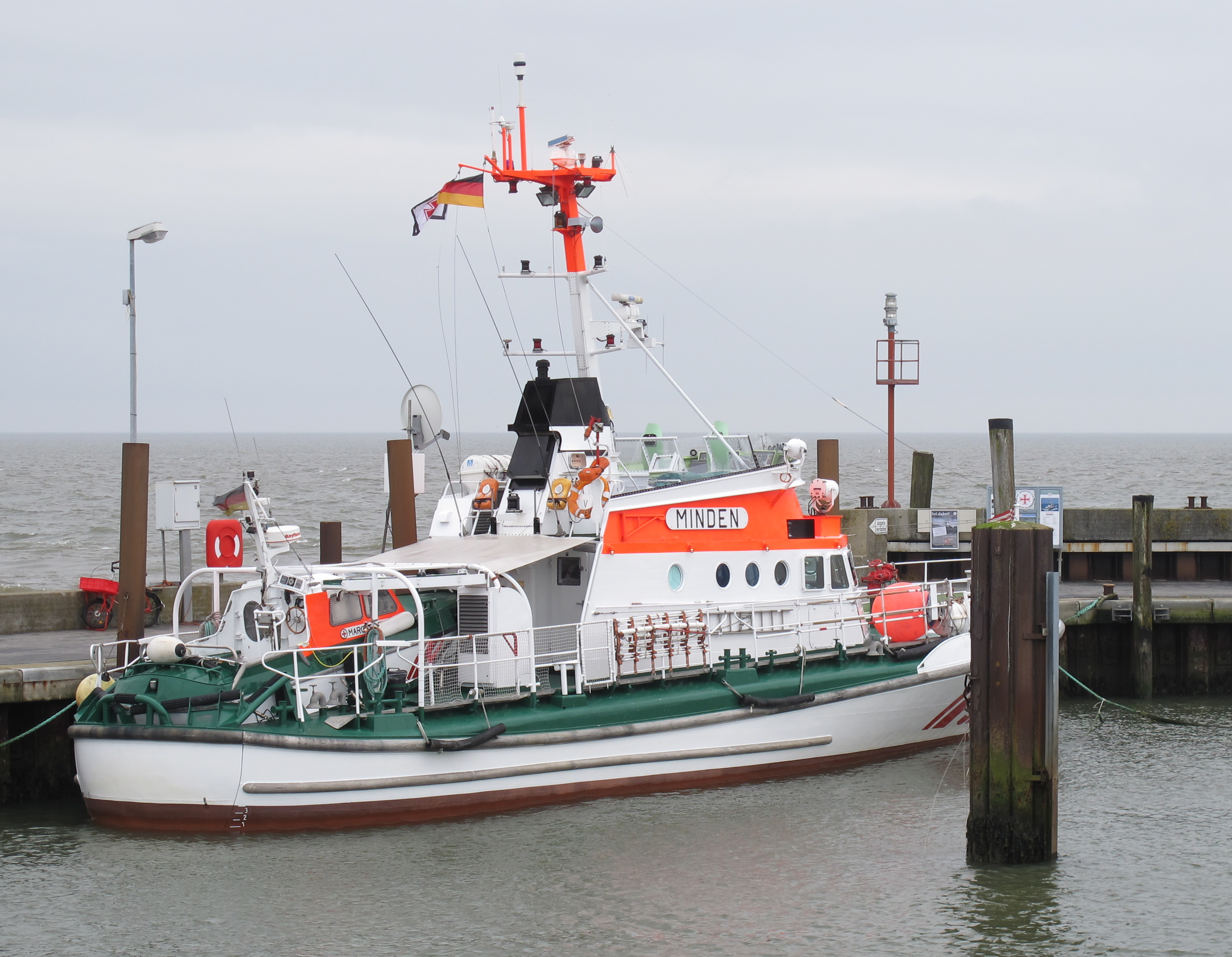
MINDEN in List